# 유리기구

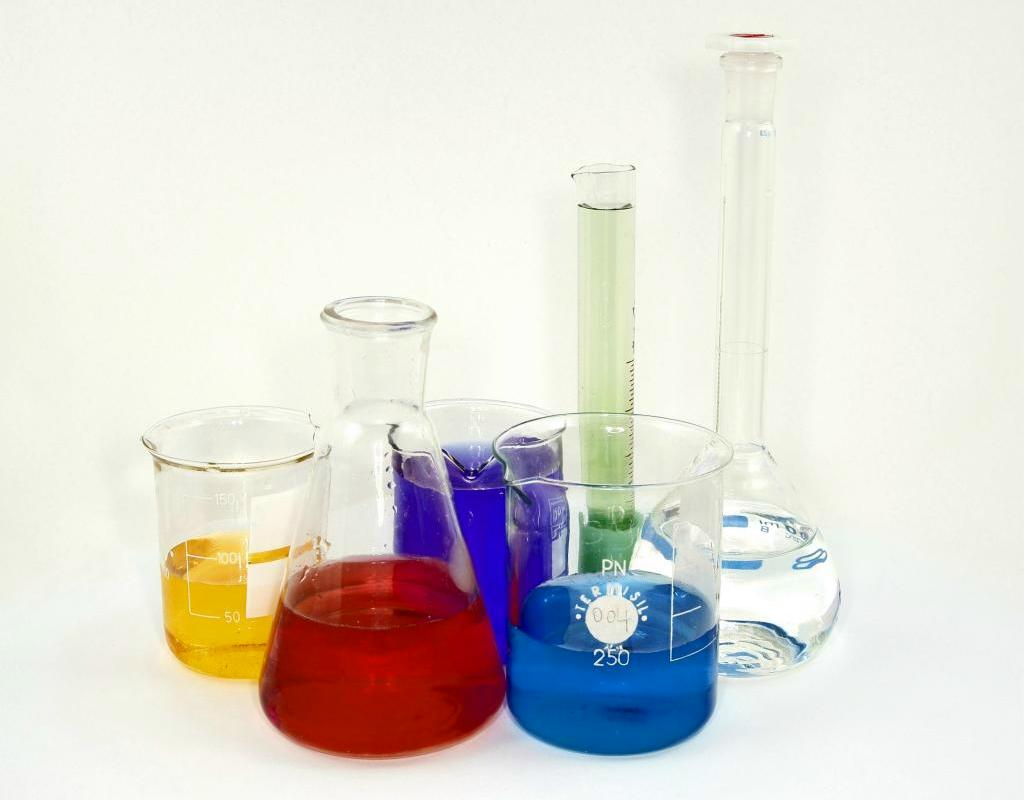

유리기구 또는 초자 기구(硝子器具, laboratory glassware 또는 Lab glasses)는 유리로 만든 여러 가지 실험 도구를 가리킨다. 삼각 플라스크, 시험관, 페트리 디쉬, 바이알 병 따위가 있다. '유리기구'를 정식명칭으로 사용하고 있다.

## 종류
- 유리막대
- 플라스크
- 비이커
- 실린더
- 피펫(스포이트)
- 저울

등

## 같이 보기
- 연구실